# الذيد
مدينة الذيد أصلها واحة تقع في إمارة الشارقة  وتمتاز بأراضٍ خصبة ومزارع عديدة وتكثر فيها المياه. تبعد حوالي 30 ميلاً إلى الشرق من مدينة الشارقة، وهي تمثل منخفضاً واسعاً من الأرض تنتشر فيه البساتين والمزارع الكبيرة وتعد واحدة من أبرز المراكز الزراعية في الإمارات. قديما وقبل أن تعرف المنطقة تكييف الهواء وكانت المنطقة ذات مناخ جاف نسيباً وخضرة كثيفة فشكلت مصيفاً يلوذون إليه هرباً من ارتفاع رطوبة المدن الساحلية.

## اقتصادها
تعتبر الذيد مركزاً رئيسياً وهاماً لتسويق منتجات المزارع من الخضراوات والفاكهة مثل فراولة الذيد الشهيرة. وقد بدأت مزرعة ميراك بزراعة الفراولة في منتصف عام 1980 وبما أن تحقق إنتاجها المتوقع في الشتاء بدأت بتزويد أسواق أوروبا والشرق الأقصى، وأصبح متوسط صادرات مزرعة ميراك 70 طن من الفراولة سنوياً إلى جنوب شرق آسيا وجنوب أفريقيا وأوروبا. والآن تقوم مزرعة ميراك بإنتاج الخضراوات ذات القيمة العالية التي كانت في السابق تستورد من الخارج، ومن ثم يتم توريدها إلى الأسواق المحلية.

## مرافق المدينة
عند مدخل مدينة الذيد تُشاهد أشجار النخيل الخضراء المنتشرة يُمنًة ويساراً. تنتشر العديد من المحلات التجارية المتنوعة وفروع المصارف إضافة إلى سوق الذيد المغطى. وعند دوارها الثاني يفترق طريقين يسارا يصل إلى فلج المعلا ويمينا يصل إلى الساحل الشرقي عبر منطقة المزارع والسهل الرملي. يقع مضمار سباق الهجن في الطريق إلى وشاح وتقام فيه السباقات طوال شهور الشتاء وعادة يتم تنظيمها في يومي الخميس والجمعة خلال الفترة الصباحية. وتقدم مستشفى الذيد. الخدمات الطبية لسكان مدينة الذيد والمناطق المجاورة لها كما يوجد فيها العديد من المدارس منها مدرسة الذيد الثانوية العسكرية.

## نشاطاتها
تقام بمدينة الذيد نشاطات متنوعة. ينظم أندية سيدات الشارقة عدد من تلك الأنشطة، وكذلك نادي الذيد الرياضي وسلسلة المؤسسات الحكومية ذات النفع العام وعدد من مناطق الترفيه مثل الحدائق العامة والصالات الرياضية، كما تشتهر الذيد بالحصون التراثية التي لا تزال قائمة رغم مضي زمن طويل.
في الطريق إلى مسافي عبر السهل المنحدر (37 كلم من الذيد) والساحل الشرقي، ترتفع أمامك جبال حجرية بمنظرها الرائع. وقبيل مسافي يوجد سوق الجمعة الذي يفتح يوميا من الساعة الثامنة صباحاً وحتى العاشرة مساء وتنشط حركته بصورة ملحوظة يوم الجمعة، وتعرض فيه الأواني الفخارية المصنوعة محلياً والسجاد والنباتات والأسماك المجففة والألعاب والفواكه والخضراوات بأسعار منافسة ومعقولة وهو سوق يستحق التوقف عنده والتعرف عليه.